# Rebreuve-Ranchicourt
Rebreuve-Ranchicourt é uma comuna francesa na região administrativa de Altos da França, no departamento de Pas-de-Calais. Estende-se por uma área de 10,73 km². Em 2010 a comuna tinha 1 100 habitantes (densidade: 102,5 hab./km²).